# Amerika (mini-série)
Pour les articles homonymes, voir Amerika (homonymie).
Amerika - laissant entendre un nom russifié des États-Unis - est une mini-série uchronique américaine diffusée du 15 février 1987 au 22 février 1987 sur ABC. La mini-série a inspiré une novélisation intitulée Amerika : Le triomphe de l'esprit américain. Amerika met en scène Kris Kristofferson, Mariel Hemingway, Sam Neill, Robert Urich, et Lara Flynn Boyle, alors âgée de 17 ans dans son premier grand rôle. Amerika dépeint la vie aux États-Unis après un coup d'État sans effusion de sang orchestré par l'Union soviétique. Ne voulant pas décrire la prise de contrôle effective, Brandon Stoddard le président de ABC Entertainment décida de faire démarrer l'histoire dix ans après le Coup d'État, en mettant l'accent sur le peuple américain démoralisé après une décennie de conquête soviétique. Le but, a-t-il expliqué plus tard, était de dépeindre l'esprit américain dans de telles conditions et non de raconter la prise de pouvoir des soviétiques.
Décrite dans les documents promotionnels comme « la mini-série américaine la plus ambitieuse jamais créée », Amerika dure plus de 14 heures (en comptant les publicités) et a été diffusée en sept soirées (à compter du 15 février 1987). Elle aurait coûté quarante millions de dollars. La mini-série a été filmée dans le Golden Horseshoe au Sud-ouest de l'Ontario, dans les villes canadiennes de Toronto, London et de Hamilton, ainsi que différents lieux de l'État américain du Nebraska, notamment la petite ville de Tecumseh, rebaptisée "Milford", dans la série. Donald Wrye était le producteur exécutif, réalisateur et scénariste d’Amerika. Le compositeur Basil Poledouris a enregistré la musique de la mini-série, avec l'Orchestre symphonique d'Hollywood et composé environ huit heures de musique - l'équivalent de quatre longs-métrages.
En France, Amerika devait être diffusée en 6 épisodes de 90 minutes à partir du 1er octobre 1987 sur La Cinq, comme l'annonçaient les programmes télé de l'époque, avant d'être déprogrammée au profit de la mini-série Scrupules (mini-série, 1980),.

## Origines
Amerika  a un lien indirect avec un autre film important d'ABC, le téléfilm Le Jour d'Après, diffusé en 1983, que certains critiques ont estimé trop pacifiste car présentant la doctrine de la dissuasion nucléaire comme inutile. Stoddard a cité un article dans le Los Angeles Herald-Examiner de Ben Stein, le porte-parole de Richard Nixon, paru quelques semaines avant que The Day After soit diffusé. Stein écrit notamment :
« .. depuis que mes chers amis de ABC-TV ont fait un téléfilm qui décrit très justement la terreur d'une attaque nucléaire sur l'Amérique, peut-être qu'ils pourraient envisager autre chose. Ils pourraient peut-être faire un film de télévision montrant pourquoi les gens des États-Unis font face à un si terrible risque. Ils pourraient faire un film sur ce que la vie aux États-Unis serait si nous vivions sous la domination soviétique.
L'idée du film : le film s'appellerait « Amérique Rouge ». Il raconterait quelques jours ou quelques semaines de la vie de plusieurs familles américaines après que l'Union soviétique aurait annexé l'Amérique. »
Stoddard a reconnu que les remarques de Stein lui ont fourni l'inspiration pour la mini-série. Stein a reçu le feu vert d'ABC pour l'idée d’Amerika mais n'a pas participé à sa production. Initialement envisagé comme un téléfilm de quatre heures intitulé « Topeka, Kansas, URSS », le projet a été allongé pour devenir une mini-série.

## Synopsis

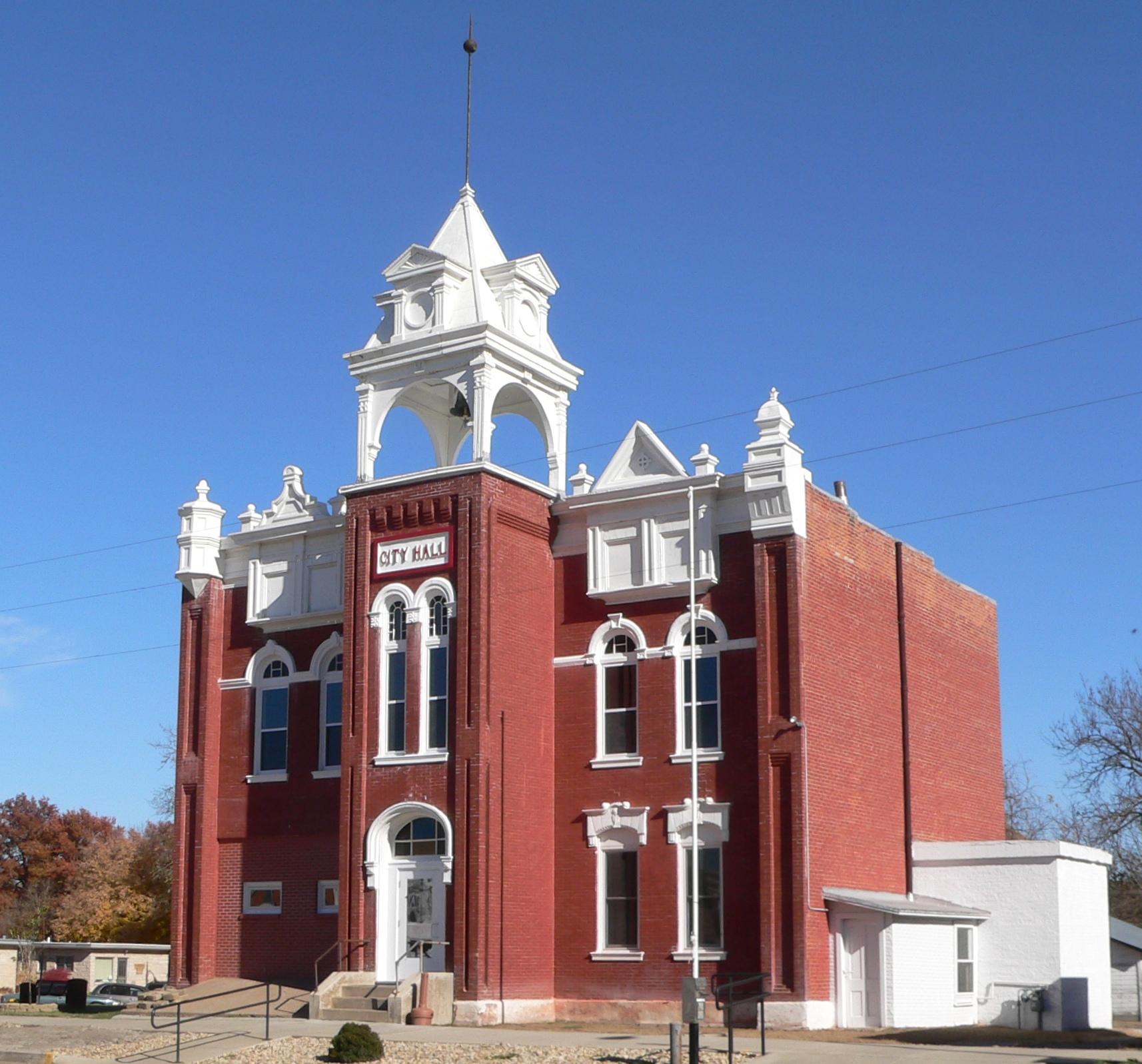
Hôtel de ville du centre-ville de Tecumseh qui devint Milford dans la fiction.

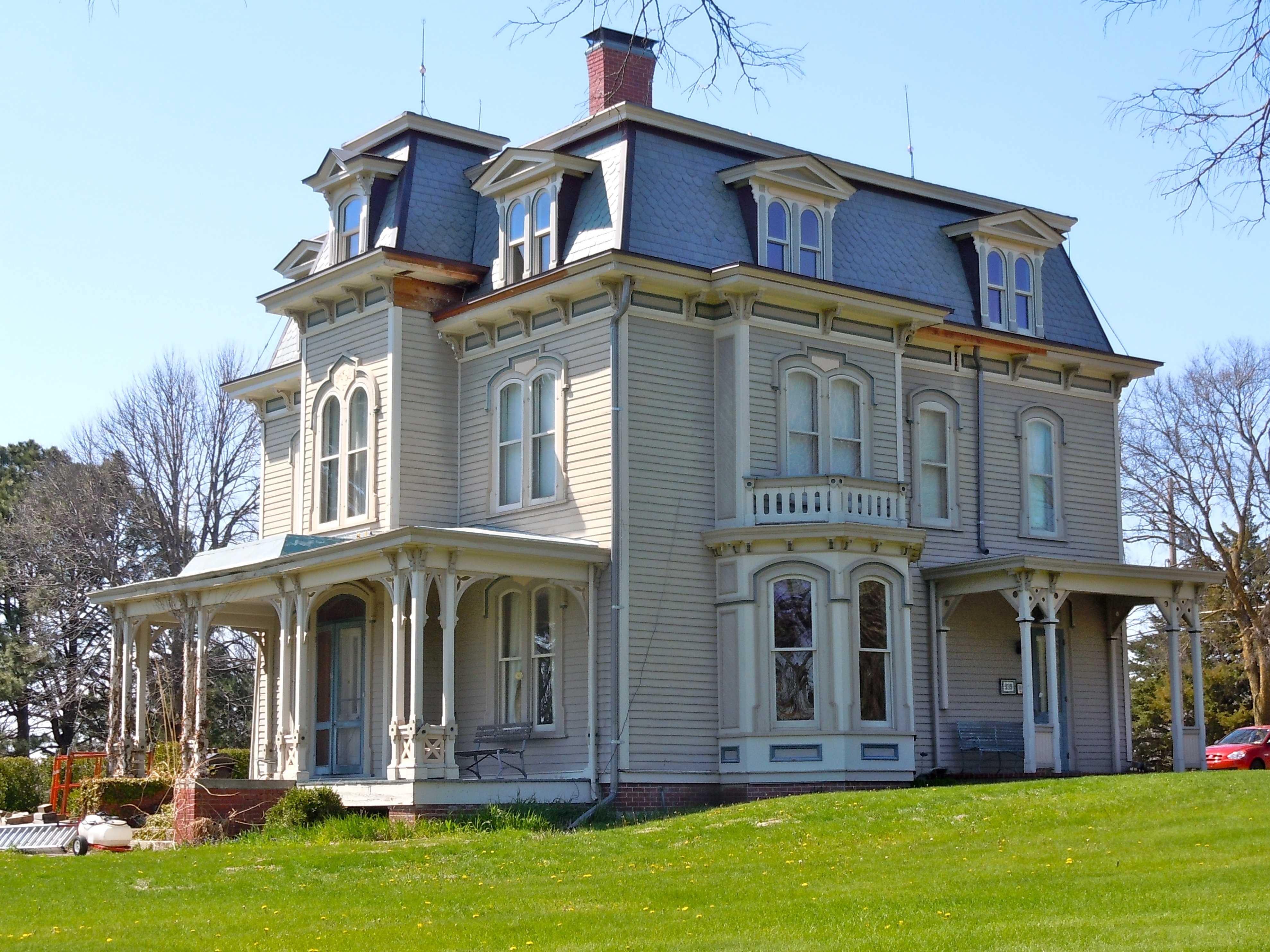
Manoir John Cattle Jr.-Hughes à Seward qui servit de domicile à Bradford à Milford.

### Personnages principaux
Le scénario de Amerika suit principalement trois dirigeants politiques.
- Devin Milford (joué par Kris Kristofferson) : politicien non-conformiste avant l'occupation soviétique qui a été candidat à la présidentielle en 1988 (dans le roman, 1992), après que la prise de contrôle soviétique a commencé. Milford a été placé dans un camp de prisonniers pour avoir osé dire la vérité sur la conquête soviétique ; au début de la mini-série, Devin est déclaré « réhabilité » et relâché dans la société à la garde de son père, qui vit dans un comté du Nebraska dirigé par Peter Bradford.
- Andrei Denisov, colonel du KGB (joué par Sam Neill) : l'administrateur soviétique pour la région d'Amérique centrale. Il est en couple avec l'actrice Kimberly Ballard (jouée par Mariel Hemingway). Le supérieur et mentor d'Andrei est le général Petya Samanov (joué par Armin Mueller-Stahl), le chef militaire soviétique responsable des États-Unis[8].
- Peter Bradford  (joué par Robert Urich) : administrateur du comté dans le Nebraska, qui coopère avec les Soviétiques pour améliorer les conditions de vie des habitants. Il attire l'attention de la direction soviétique parce que, tout en coopérant, il demeure indépendant et est respecté par ses électeurs. Au point culminant de la série, les Soviétiques créent un nouveau pays appelé "Heartland" sur le Midwest, Bradford étant son « gouverneur général ».

Outre Ballard, les principaux personnages féminins comptent la femme de Peter Bradford, Amanda (incarnée par Cindy Pickett), l'ex-épouse de Devin Milford, Marion (jouée par Wendy Hughes), mais surtout la sœur de Devin, Alethea (jouée par Christine Lahti), qui au départ fait office de prostituée auprès du chef d'occupation local. « Alethea est le centre », a remarqué Donald Wrye ; « Elle est une métaphore de l'Amérique — et pas seulement phoniquement. Et c'est elle qui découvre son propre sens moral au cours de la série ». Lara Flynn Boyle a joué la fille adolescente de Bradford, Jackie.
Le drame humain de ces personnages croise les intrigues politiques soviétiques ayant pour but la rupture de l'Amérique. Bradford, le pragmatique, affronte Milford, l'idéaliste ; l'épouse de Bradford qui est l'ex-petite amie de Milford, trouve qu'elle a encore des sentiments pour lui après sa libération du camp de la prison ; Denisov fait de l'ex-femme de Milford une puissante magistrate (et la maîtresse du général Samanov), pour servir d'adjointe et assistante de Bradford dans Heartland ; et le sens de la fierté américaine, que Kimberly retrouve finalement, affecte finalement sa relation avec Denisov.

### Toile de fond
Vers la fin des années 1980, alors que le déclin de l'Union soviétique pourrait lui faire perdre la Guerre froide, la direction soviétique fait un pari désespéré pour réorganiser l'équilibre mondial du pouvoir. Elle fait exploser quatre puissantes armes thermonucléaires dans l'ionosphère au-dessus des États-Unis. L'impulsion électromagnétique (ou EMP) résultante détruit les communications et les systèmes informatiques du pays, paralysant le réseau électrique américain, touchant tous les équipements informatiques, tout comme la plupart des voitures de modèles récents. Ses missiles balistiques intercontinentaux étant inopérants et l'Autorité nationale de commandement, incapable de communiquer avec les forces militaires des États-Unis à l'étranger ou avec leurs alliés étrangers en Europe occidentale pour lancer une contre-attaque, l'Amérique est forcée d'accepter les conditions de reddition des Soviétiques. Les États-Unis tombent rapidement sous l'occupation militaire soviétique sous le commandement du général russe Petya Samanov. Le président américain et le Congrès des États-Unis deviennent de simples figures de proue pour les responsables soviétiques du Kremlin, qui commencent alors leur oppression sur le peuple des États-Unis.
Les événements ci-dessus sont sous-entendus dans la mini-série, jamais directement expliqués. La description est tirée de la novélisation de la mini-série, Amerika : Le triomphe de l'esprit américain de Brauna E. Pouns et Donald Wrye (Pocket Books, 1987) et repose sur le scénario de Wrye. Les communications entre les zones administratives ont été coupées et les dégâts au réseau électrique causés par l'attaque à l'EMP n'ont jamais été entièrement réparés.

### Situation géopolitique
Une décennie après sa défaite, le sol américain est occupé par une force de maintien de la paix des Nations unies : le Groupe du Service Spécial (UNSSU), composé principalement de forces du bloc de l'Est. L'UNSSU à Milford est sous le commandement d'un officier de l'Allemagne de l'Est, le major Helmut Gurtman (joué par Reiner Schöne). Les troupes de l'UNSSU se livrent périodiquement à des exercices destructeurs en formation d'armes combinées, intimidant délibérément la population locale.
Les Américains qui se livrent à la dissidence sont dépouillés de leurs droits et envoyés dans des camps d'exil, où ils sont frappés d'anathème par les Soviétiques et leurs concitoyens. Toute association, et même communication, avec les exilés sont formellement interdites, néanmoins certains risquent leur propre liberté en leur offrant l'aide humanitaire. Des quotas de production ont été imposés et les produits alimentaires sont rationnés, les surplus étant envoyés à l'Union soviétique.
Dans ce contexte, Bradford parvient au pouvoir en tant que gouverneur général du Heartland. Collaborateur, il a l'espoir de réformer l'occupation soviétique de l'intérieur avec les idéaux de la vieille Amérique. Milford est libéré du camp de la prison, dans l'espoir de retrouver ses enfants et de participer à la lutte pour mettre fin à l'occupation et de restaurer l'Amérique d'avant. Denisov espère « sauver autant que possible » ce qui reste de la vieille Amérique, tout en sachant que les États-Unis devront cesser d'exister en tant que nation pour apaiser la direction soviétique.

### Intrigue
Les dirigeants soviétiques de l'occupation sont confrontés au double problème du maintien d'une Amérique pacifiée tout en convainquant le Politburo que leurs craintes d'une Amérique revitalisée sont infondées car ce pays ne peut plus constituer une menace. Le Politburo n'est pas convaincu et considère même la possibilité de faire exploser des armes nucléaires sur trois villes américaines non citées y compris Washington, D.C., en guise d'avertissement au peuple américain et au monde. Samanov et Denisov, qui tous les deux souhaitent un contrôle soviétique des États-Unis à visage humain, sont horrifiés par cette idée.
Au prix de risques personnels importants, Samanov convainc finalement la direction soviétique d'accepter un plan intermédiaire rejetant l'éventualité nucléaire. Selon ce plan, les États-Unis seront divisés en "États clients", comme Heartland. Le plan de compromis indique également que les membres du Congrès des États-Unis seront exécutés s'ils refusent la dissolution du gouvernement fédéral et de se disperser sans heurt. Après que Samanov ait demandé, à la fin de son discours devant le Congrès réuni, de dissoudre le corps législatif et le gouvernement des États-Unis, tous les membres, unanimes, refusent. Samanov sort alors de la Chambre des représentants et ses hommes commencent à tirer au hasard sur les législateurs. Tous les membres du Congrès des États-Unis sont tués dans l'attentat, dont le Président de la Chambre des représentants et le vice-président. Le bâtiment du Capitole et les œuvres d'art de sa rotonde sont détruits dans un attentat de type terroriste. Après le succès de l'opération, Samanov recense les dégâts et les victimes du Congrès. Samanov s'assied alors dans la Chambre et se suicide. On ne sait pas ce qu'il advient du Président.
Dans le dernier épisode de la mini-série, Heartland est sur le point de faire sécession, aux côtés d'autres régions prêtes à lui emboîter le pas dans les jours qui suivent, ce qui, dans l'esprit de tout le monde, se révélera un désastre. Au lieu de cela, les soldats de Heartland et la milice locale attaquent la brigade locale de l'UNSSU. Il est question d'une Seconde révolution américaine qui pourrait saper les plans de l'Union soviétique pour briser les États-Unis. La mini-série se termine sur une note pessimiste cependant : Devin Milford est abattu au moment de faire une déclaration nationale appelant les Américains à résister à l'éclatement de leur pays en appelant à une révolte armée. Milford disparu, l'espoir de restaurer les États-Unis d'Amérique à travers la résistance est morte. Bien qu'il y ait un espoir que l'esprit de l'Amérique survive dans les cœurs et les esprits de certains, finalement il semble que le plan soviétique pour mettre fin aux États-Unis se concrétise.
Certaines sources ont affirmé que le final de la mini-série a été délibérément laissé en suspens pour permettre la possibilité d'une série de télévision hebdomadaire mais elle ne matérialisa pas.

### Les États-Unis divisés
Dans ce scénario fictif, le Congrès américain a divisé les États-Unis en plusieurs « zones administratives » en 1988, un an après la prise du pouvoir soviétique. Ces zones sont destinées à devenir des nations distinctes, réunies en une nouvelle Union nord-américaine. Une carte sur l'écran révèle ces zones administratives :
- California Special District : Californie et Nevada,
- Western Semi-Autonomous : Colorado, Idaho, Montana, Utah et Wyoming,
- Northwest : Oregon et Washington;
- Southwest : Arizona et Nouveau-Mexique,
- North Central : Dakota du Nord et du Sud, la Péninsule supérieure du Michigan, Minnesota, et Wisconsin,
- Central : Iowa, Kansas, Missouri et Nebraska (zone administrative de Peter Bradford, dont le territoire devient finalement Heartland, avec Omaha comme capitale),
- South Central : Louisiane, Oklahoma et Texas,
- Southern : Alabama, Floride, Géorgie et Mississippi,
- Mid-Atlantic : Caroline du Nord et du Sud, Maryland et Virginie,
- Appalachia : Tennessee et Virginie-Occidentale
- Ameritech : Indiana, la Péninsule inférieure du Michigan, Ohio et Pennsylvanie (probablement nommé d'après la compagnie de téléphone qui desservait ces domaines),
- Northeastern : Connecticut, Massachusetts, Maine, New Hampshire, New Jersey, New York, Rhode Island et Vermont.

En plus de ces territoires, Washington, D.C. constitue son propre district administratif national et la Floride du Sud est désignée par un personnage comme la "Space Zone". Il y a également une allusion à trois « villes internationales », dont San Francisco. Le Michigan est séparé en deux régions administratives, avec la Péninsule inférieure du Michigan appartenant à Ameritech, et la supérieure appartenant à la région de North Central. L'Alaska est mentionnée comme n'ayant jamais été pacifiée, nécessitant un engagement continu des troupes soviétiques et on trouve des poches de résistance armée dans les Montagnes Rocheuses et en Virginie-Occidentale. Il n'y a aucune mention de ce qui est arrivé à Hawaï ou aux territoires américains comme Porto Rico, Guam ou encore les Samoa américaines.
La « Ceinture de la rouille » (vraisemblablement Ameritech) a ses propres problèmes : la majeure partie de sa technologie avancée et de ses équipements d'usine a été retirée au début de l'occupation et envoyée en Union soviétique. La région souffre d'un chômage endémique de 50 % et ses habitants ne sont pas autorisés à partir, sauf pour du bénévolat en usine en Union soviétique, d'où personne n'est encore revenu.
Voyage et communication entre les différentes zones sont fortement limités, ce qui est en ligne avec la stratégie de diviser pour régner prévue par le plan d'occupation soviétique.

### Occupation soviétique ailleurs
Tant le roman que la mini-série laissent entendre que l'Union soviétique a conquis d'autres pays après le coup d'État aux États-Unis (on peut supposer, par exemple, que l'EMP qui incapacita la technologie américaine aurait également paralysé le Canada et le Mexique, un personnage mineur dit que sa femme et lui ont fui l'Allemagne de l'Est pour les États-Unis et fait remarquer que « la terre promise [se révélait] encore moins bien que ce [qu'ils] ont quitté ». Denisov indique aussi à un moment que « nous contrôlons la majeure partie du monde ».
Dans ce nouveau monde, Fidel Castro dirige ce qui est maintenant appelé « Grand Cuba », embrassant la plupart des Caraïbes et de l'Amérique latine et la région chinoise de Mandchourie a été absorbée dans l'Union soviétique. Un politicien nommé Mbele dirige la "République socialiste de l'Afrique australe", Barghout est le leader de  l'"Iraqistan" (recouvrant le Proche-Orient d'aujourd'hui) et l'Europe de l'Est est dans un état précaire. Cependant, il est parfois laissé entendre que la vie continue plus ou moins normalement en Europe de l'Ouest.

### Les symboles nationaux
Le drapeau de l'occupation est le drapeau de l'ONU bleu pâle, avec des drapeaux croisés américains et soviétiques superposés sur les côtés. Le drapeau américain est montré sans ses étoiles et ce drapeau est affiché pendant les cérémonies de la "Semaine Lincoln". L'ancien drapeau américain est interdit, même si une scène montre un groupe de vétérans marcher avec ce dernier à l'envers, ce qui est un signal de détresse. L'hymne national de l'Amérique, "The Star-Spangled Banner", est aussi prohibé, ce qui n'empêche pas un groupe de citoyens de le chanter (en hésitant sur les premières notes) après le défilé de la "Semaine Lincoln".
Abraham Lincoln est inclus avec Karl Marx et Lénine dans la propagande. Une des scènes caractéristiques dans le film est un portrait d'une vingtaine de minutes sans dialogue de la célébration de la "Semaine Lincoln" (un jour férié remplaçant le 4 juillet), avec des banderoles rouges représentant à la fois Lincoln et Lénine, probablement destinées à frapper les téléspectateurs de l'époque.
Un nouveau serment d'allégeance est prononcé par les prisonniers politiques "réhabilités" lors de leur libération des goulags américains. Le serment indique : "je promets fidélité et allégeance au drapeau de la communauté des Nations unies, d'Amérique et soviétique du monde et le principe qu'il représente — une nation, indivisible des autres sur cette Terre, réunie dans la paix et la justice pour tous." Alors que les prisonniers sont informés qu'ils peuvent refuser de faire cette promesse, la façon dont est appliqué le serment montre le contraire.

### La critique sociale
Amerika critique la société américaine des années 1980, sous-entendant  que l'apathie et le manque de volonté de défendre la liberté de la part de nombreux citoyens ont rendu la prise de contrôle soviétique plutôt facile. À un moment précis, un fonctionnaire soviétique important note que leurs plans pour conquérir les États-Unis ont réussi au-delà de leurs rêves les plus fous, car une fois que la nation avait été vaincue, les Américains se sont refermés sur eux-mêmes, mettant à l'écart les questions nationales, ne cherchant seulement qu'à conserver un morceau de leur prospérité d’antan. « [le coup d'État soviétique] a fonctionné parce que vous avez perdu votre pays avant même que nous n'arrivions ici », indique le dirigeant soviétique. « Vous aviez la liberté politique, mais vous aviez perdu votre passion... Comment aurait-on pu ne pas gagner ? »

## Audiences
Les deux premières diffusions de Amerika  ont recueilli de bons résultats d'audience, mais le nombre de spectateurs a chuté par la suite et la mini-série a obtenu en moyenne 19 %, soit 29 % de part de marché des ménages de télévision américains, à comparer à des estimations de 46/62 pour Le Jour d'après. « Ça n'a pas été un succès aussi important que ses partisans l'avaient espéré », a déclaré Ted Koppel, « mais ça n'a pas été un désastre non plus. » Amerika est la deuxième mini-série la mieux notée de la saison de télévision américaine de 1986 à 1987.
Bien qu'une part de marché de 35 % avait été promise aux annonceurs, Stoddard fut satisfait de la performance d'Amerika, affirmant que la mini-série avait été regardée par 100 millions de personnes — une aubaine en termes d'audience pour ABC, à l'époque en troisième position des trois principaux réseaux.

## Réception critique
America reçut des critiques mitigées à la fin de sa diffusion et a créé la controverse. Certains critiques ont fait valoir que la série serait dommageable pour les relations entre les États-Unis et l'URSS et un porte-parole de l'Organisation des Nations unies s'est élevé contre l'image de l'organisation comme étant force d'occupation sous contrôle soviétique. Certains conservateurs ont estimé que la violence soviétique était grandement minimisée, à l'inverse un certain nombre de libéraux ont considéré la série comme l'expression paranoïaque des idées d'Extrême-droite.
L'Union soviétique a menacé de fermer le bureau d'ABC News de Moscou, ce qui ne fit que renforcer la détermination de la chaîne ABC. « Nous allons diffuser ce film, que vienne la pluie, du sang ou du fumier de cheval » a déclaré le président d'ABC John B. Sias, alors que la série, en attente de diffusion, avait engendré plus de controverse que tout autre émission dans l'histoire de la chaîne, y compris The Day After.
La diffusion du programme était précédée par une édition spéciale ABC sur la controverse (Storm Over Amerika), et a été suivie par un débat sur ABC News, une table ronde animée par Ted Koppel, avec Brandon Stoddard, Donald Wrye et d'autres personnes présentant les enjeux ainsi que des questions et commentaires.
Dans son résumé de la saison de télévision américaine 1986-1987, TV Guide la qualifia de « mini-série la plus ennuyeuse de la décennie », ajoutant qu'« Amerika avait essayé de tenir l'Amérique en otage pendant sept soirées fastidieuses (et 14½ heures étonnamment ennuyantes) en évoquant une vision floue de l'occupation soviétique des États-Unis. »

## VHS
Amerika n'a jamais été rediffusé à la télévision américaine depuis sa 1re diffusion sur la chaîne ABC. Un coffret  VHS regroupant l'intégralité de la mini-série a été réalisé par Anchor Bay Entertainment en 1995 mais aucune version DVD n'existe. Certains morceaux de la bande originale de Basil Poledouris ont été édités en CD chez Prometheus Records en 2004 (dans une édition limitée de 3 000 exemplaires). Le roman est largement disponible auprès de vendeurs de livres d'occasion et les sites d'enchères en ligne.

## Parodies
En février 1987, la mini-série a été parodiée par l'émission NBC Saturday Night Live  sous le nom "Amerida" : les États-Unis étaient vendus au Canada par Ronald Reagan. Wayne Gretzky incarnait le premier ministre d'Amerida. Le protagoniste américain (joué par l'acteur canadien Phil Hartman) aspire à un pays « où l'argent n'arbore pas toutes les couleurs de l'arc-en-ciel » et « vous pouvez épeler des mots comme colour et  flavour sans 'u'. » Le drapeau de "Amerida" était le drapeau des États-Unis dont les étoiles sont remplacées par des feuilles d'érable blanches.
L'émission satirique de la radio canadienne Double Exposure parodiait la série dans un sketch intitulé Kanada avec un K, dans lequel "Joe Klark avec un K" sauve la nation de "camarade Ed".

## liens externes
- Ressources relatives à l'audiovisuel :   - IMDb
  - OFDb
- Conlerad option sur le 20e anniversaire de Amerika
- Les drapeaux présentés dans la série de drapeaux du monde.
- Impact de Amerika  des Archives Affaires étrangères Peter Krogh numériques Dean
- TIME Magazine article sur Amerika
- Amerika  trailer sur YouTube
- Turner Classic Movies informations sur Amerika